# Municipio de Vernon (condado de Trumbull)
El municipio de Vernon (en inglés: Vernon Township) es un municipio ubicado en el condado de Trumbull en el estado estadounidense de Ohio. En el año 2010 tenía una población de 1536 habitantes y una densidad poblacional de 22,61 personas por km².

## Geografía
El municipio de Vernon se encuentra ubicado en las coordenadas 41°23′23″N 80°34′35″O / 41.38972, -80.57639. Según la Oficina del Censo de los Estados Unidos, el municipio tiene una superficie total de 67.94 km², de la cual 61,08 km² corresponden a tierra firme y (10,1 %) 6,86 km² es agua.

## Demografía
Según el censo de 2010, había 1536 personas residiendo en el municipio de Vernon. La densidad de población era de 22,61 hab./km². De los 1536 habitantes, el municipio de Vernon estaba compuesto por el 97,66 % blancos, el 0,2 % eran afroamericanos, el 0,65 % eran amerindios, el 0,26 % eran asiáticos, el 0,13 % eran de otras razas y el 1,11 % eran de una mezcla de razas. Del total de la población el 0,65 % eran hispanos o latinos de cualquier raza.